# عبدالله الحشاش
عبدالله الحشاش (عربی: عبدالله الحشاش؛ زادهٔ ۲۵ ژانویهٔ ۱۹۹۶) بازیکن فوتبال اهل بحرین است.
از باشگاه‌هایی که در آن بازی کرده‌است می‌توان به باشگاه فوتبال الحد و باشگاه فوتبال الاهلی (منامه) اشاره کرد.
وی همچنین در تیم ملی فوتبال بحرین بازی کرده‌است.